# エゾムラサキツツジ

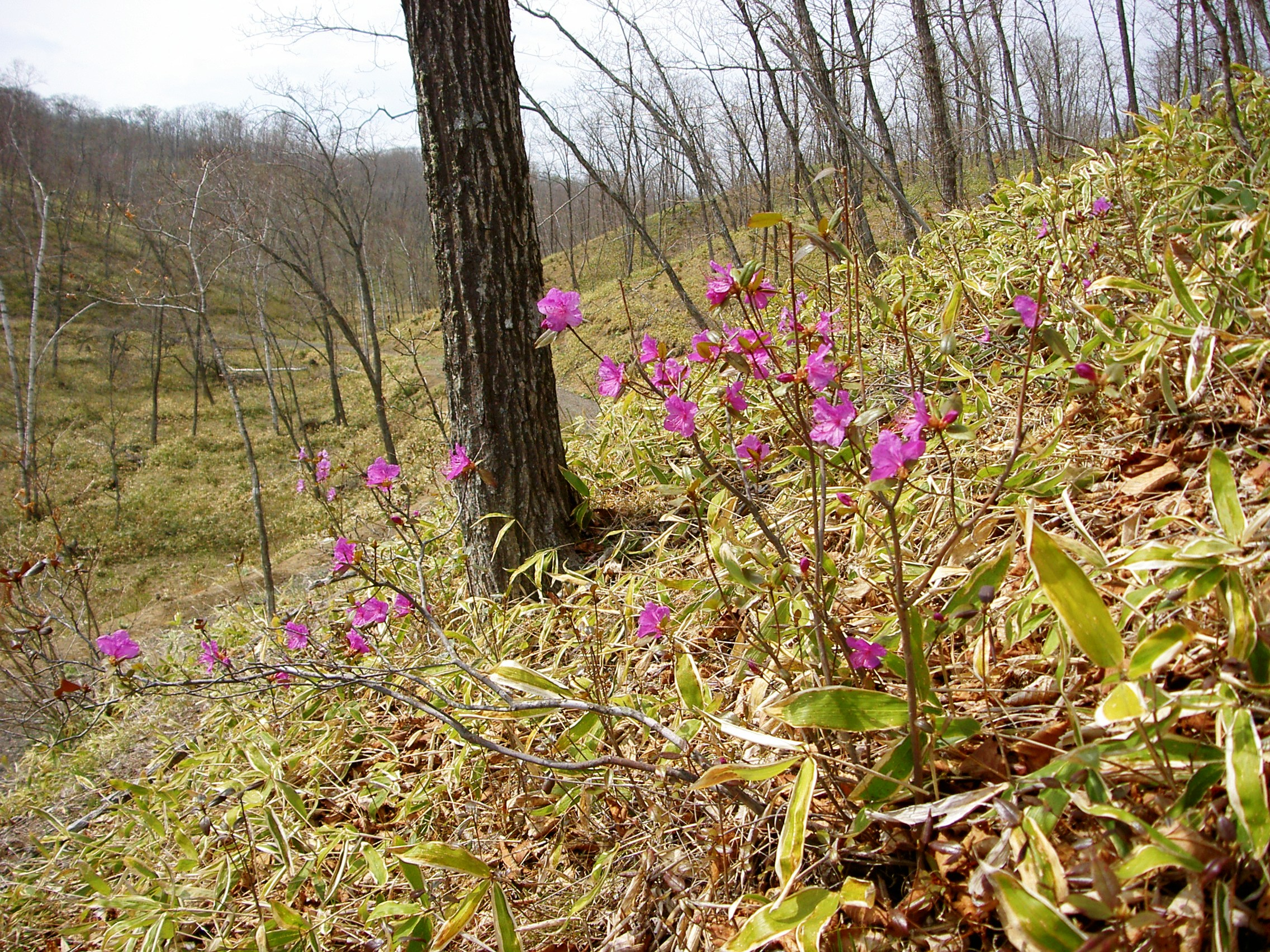
自生のエゾムラサキツツジ（2007年5月・山﨑山林）

エゾムラサキツツジ（蝦夷紫躑躅、学名: Rhododendron dauricum）は、ツツジ科ツツジ属の落葉（半落葉）低木。

## 特徴
北海道東部、北部や北東アジアの山地の岩場に分布する。高さは1 mほど。4 - 5月に開花し、開花後に葉が繁るのが特徴。
北海道北見市留辺蘂町温根湯温泉にあるエゾムラサキツツジの群落は、北海道天然記念物に指定されている。

## エゾムラサキツツジをシンボルとする自治体

### 日本

#### 北海道
北海道は道内各市町村の花を公表している。
- 士別市[8]
- 富良野市[9]
- 網走市[10]
- 東川町[11]
- 訓子府町[12]
- 置戸町[13]
- 佐呂間町[14]
- 美幌町[15]
- 新得町[16]
- 芽室町[17]
- 豊頃町[18]
- 本別町[19]
- 足寄町[20]
- 西興部村[21]

### 中国
- フルンボイル市